# 鲁道夫·格拉姆利希
鲁道夫·格拉姆利希（德語：Rudolf Gramlich，1908年6月6日—1988年3月14日），德国男子足球运动员。他曾代表德国国家队参加1934年国际足联世界杯。他也曾参加1936年夏季奥林匹克运动会。